# 迈松鲁日
迈松鲁日（法語：Maison-Rouge，法語發音：[mɛzɔ̃ ʁuʒ] ⓘ，意为“红房子”）是法国塞纳-马恩省的一个市镇，属于普罗万区。

## 地理
迈松鲁日（48°33'31"N, 3°9'4"E）面积13.91 平方千米，位于法国法蘭西島大區塞纳-马恩省，该省份为法国北部内陆省份，北起瓦兹省，西接埃松省、马恩河谷省、塞纳-圣但尼省和瓦兹河谷省，南至卢瓦雷省，东南接约讷省，东临马恩省和奥布省，东北接埃纳省。
与迈松鲁日接壤的市镇（或旧市镇、城区）包括：圣卢德诺、蒙图瓦地区索尼奥勒、维约香槟、沙托布洛、利济讷、舍努瓦斯-屈沙尔穆瓦。

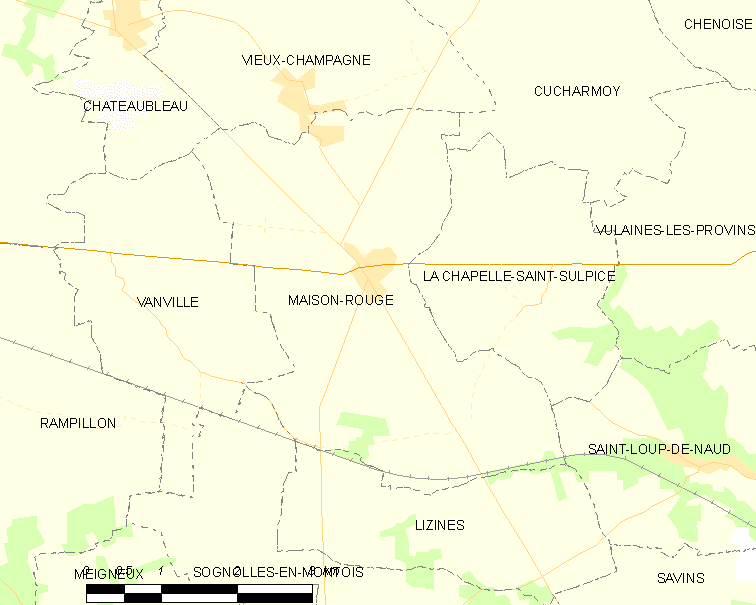
迈松鲁日的OSM定位图

迈松鲁日的时区为UTC+01:00、UTC+02:00（夏令时）。

## 行政
迈松鲁日的邮政编码为77370，INSEE市镇编码为77272。

## 政治
迈松鲁日所属的省级选区为普罗万县。

## 人口

1962-2008年间迈松鲁日人口变化图示

迈松鲁日于2022年1月1日时的人口数量为853人。